# ناحیه تسوتل
ناحیه تسوتل (به آلمانی: Zwettl District) یک ناحیه در اتریش است که در نیدراسترایش واقع شده‌است. ناحیه تسوتل ۴۵٬۶۳۵ نفر جمعیت دارد.